# Пётр и Феврония
Пётр и Феврония (в иночестве Давид и Евфросиния) — русские православные святые.
Жития Петра и Февронии не существует. Единственный источник сведений о святых — произведение далёкое от агиографического жанра, из-за использования сказочных сюжетов и фольклора (светская полуязыческая легенда по выражению Е. Е. Голубинского) — «Повесть о Петре и Февронии Муромских», написанная Ермолаем-Еразмом в конце 1540-х годов.
Пётр и Феврония были канонизированы на церковном соборе 1547 года в качестве местночтимых святых. Днём их памяти является 25 июня (8 июля); 25 декабря 2012 года Священный Синод установил ещё одно празднование святым — в воскресенье перед 6 (19) сентября (перенесение их мощей в 1992 году).
Летописи не знают муромского князя Петра и его жены Февронии. Некоторые исследователи отождествляют Петра и Февронию с известным по летописям муромским князем Давыдом Юрьевичем (ум. 1228) и его супругой. По другой версии, Пётр и Феврония являются персонажами народных легенд.
Самый ранний сохранившийся список Жития Петра и Февронии в составе Пролога именует Петра и Февронию не супругами, а сыном и матерью; эта же версия представлена и в некоторых гимнографических источниках. Другая проложная редакция по списку XVI в., также созданная раньше «Повести» Ермолая-Еразма, не упоминает о Февронии вообще.

## Данные о жизни из «Повести о Петре и Февронии Муромских»

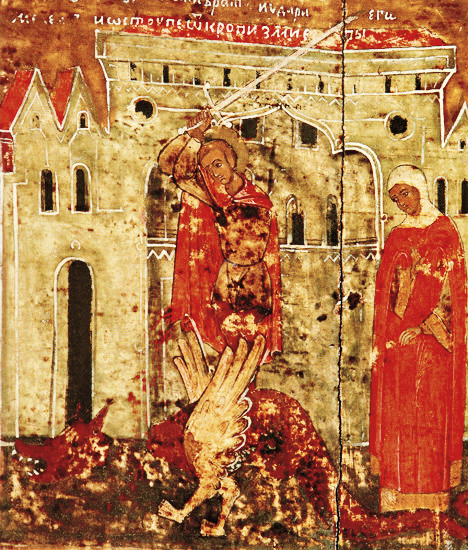
Пётр убивает змея. Клеймо

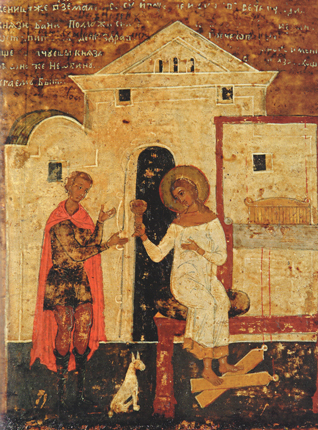
Феврония и заяц. Клеймо

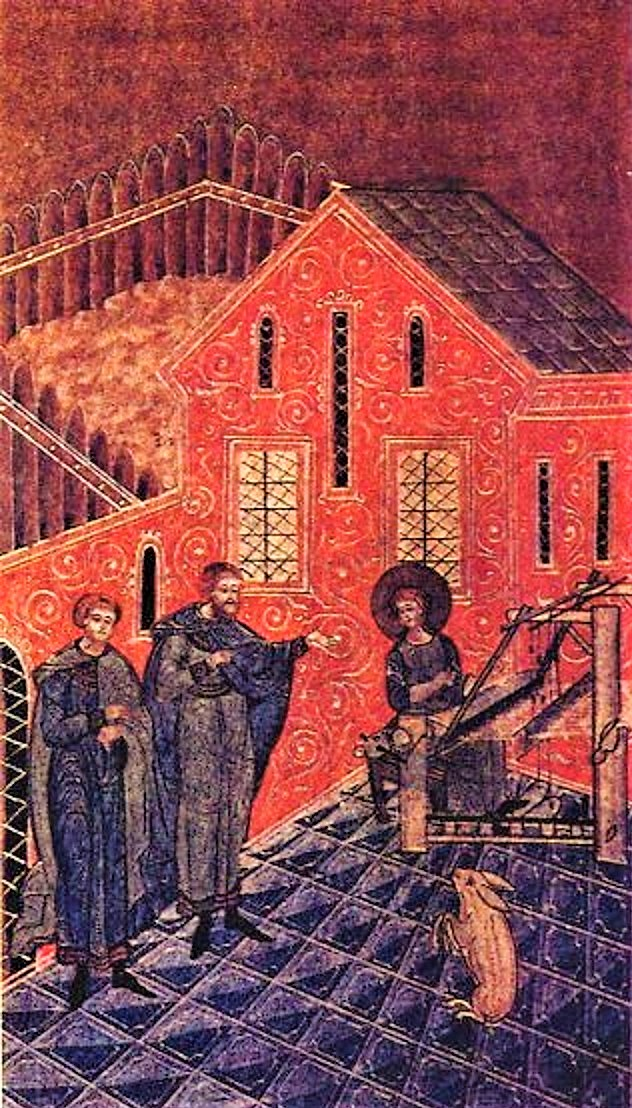
Иван Блинов, иллюстрация из рукописи «Повесть о Петре и Февронии»

Сведения о Петре и Февронии происходят из «Повести о Петре и Февронии Муромских» — одного из наиболее выдающихся памятников древнерусской литературы XVI века. Повесть была составлена в связи с канонизацией Петра и Февронии по заказу митрополита Макария иноком Ермолаем Прегрешным. Однако в Великие четьи-минеи «житие» Петра и Февронии, как отличающееся «исключительной легендарностью», митрополит не включил — оно распространялось в качестве апокрифа.
Сюжет «Повести» опирается, в частности, на хорошо известные в мировой литературе и фольклоре мотивы «победа над змеем» и «мудрая дева».
Согласно сказанию, за несколько лет до княжения Пётр убил огненного змея, но испачкался его кровью и заболел проказой, от которой никто не мог его излечить. Князю во сне было открыто, будто его может исцелить дочь «древолазца» (бортника), добывавшего дикий мед, Феврония, крестьянка деревни Ласково в Рязанской земле. В одном из крестьянских домов в селе Ласково близ Рязани гонец, посланный на поиски врача для заболевшего князя Петра Муромского, увидел странное зрелище: за ткацким станом сидела дева и ткала холст, а перед нею скакал заяц. Говоря загадками, Феврония испытывала гостя на знание «языка мудрости». Первое иносказание Февронии — «плохо, когда дом без ушей, а горница без очей» — содержало сообщение о том, что Феврония — незамужняя девушка, не имеющая ребёнка; у неё есть заяц, но нет собаки: «Если бы был в нашем доме пёс, то учуял бы, что ты к дому подходишь, и стал бы лаять на тебя: это — уши дома. А если бы был в горнице моей ребёнок (текстовые варианты „отроча“, „детище“), то, увидев, что идёшь в горницу, сказал бы мне об этом: это — очи дома». Феврония в качестве платы за лечение пожелала, чтобы князь женился на ней после исцеления, и тот пообещал на ней жениться. Феврония исцелила князя, однако он не сдержал своего слова, поскольку Феврония была простолюдинкой. Но в ходе лечения Феврония намеренно не залечила один струп на теле князя, из-за чего болезнь возобновилась. Феврония вновь вылечила Петра, и он был вынужден жениться на ней.
Когда Пётр наследовал княжение после брата, бояре не захотели иметь княгиню-простолюдинку, заявив ему: «Или отпусти жену, которая своим происхождением оскорбляет знатных барынь, или оставь Муром». Князь взял Февронию, и на двух кораблях они отплыли по Оке.
В Муроме началась смута, многие пытались занять освободившийся престол, начались убийства. Тогда бояре попросили князя с женой вернуться. Князь и княгиня вернулись, и Феврония в дальнейшем сумела заслужить любовь горожан.
В преклонном возрасте приняв монашеский постриг в разных монастырях с именами Давид и Евфросиния, они молили Бога, чтобы им умереть в один день, и завещали положить их тела в одном гробу, заранее приготовив гробницу из одного камня, с тонкой перегородкой. Скончались они в один день и час. Сочтя погребение в одном гробу несовместимым с монашеским званием, их тела положили в разных обителях, но на следующий день они оказались вместе.

## Дата смерти
Днём церковного почитания святых является 25 июня по старому стилю. Указание Лаврентьевской летописи на то, что кончина князя Давыда Юрьевича, предположительно отождествляемого в поздних источниках с Петром, выпала на Светлую Седмицу 1228 года (Пасха в этом году приходилась на 26 марта), ставит под вопрос либо это тождество, либо соответствие времени смерти и даты церковного почитания. Церковная богослужебная практика знает два случая поминовения святых — в день их кончины и в день перенесения их святых мощей. В житии («Повести») речь однозначно идёт о дате кончины: «…предаста вкупе святыя своя душа в руце божий месяца июня в 25 день». Тем не менее, высказано предположение, что с датой 25 июня, днём святой преподобномученицы Февронии Сирской, связано перенесение мощей святых князя и княгини из обветшавшего Борисоглебского кафедрального собора в новопостроенный собор Рождества Богородицы, уже существовавший в XV веке (обновлённый в XVI веке) на Воеводской горе в Муроме, где мощи хранились до советского времени. Собор был снесён в конце 1930-х годов.

## Мощи и почитание

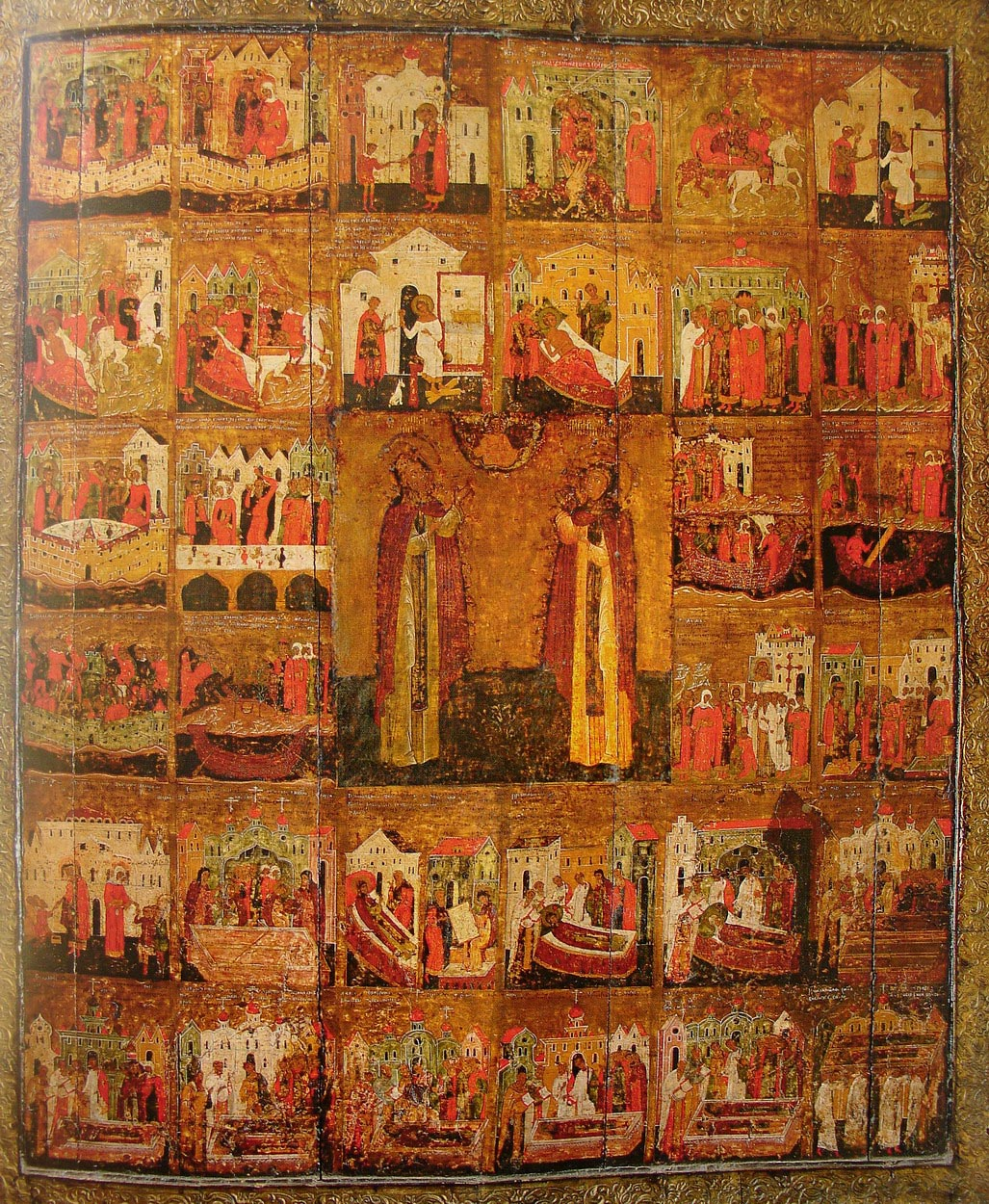
Икона Петр и Феврония Муромские с житием, 1618. Из собора Рождества Богородицы в Муроме

Святые супруги были погребены в соборной церкви города Мурома в честь Рождества Пресвятой Богородицы, возведённой над их мощами по обету царём Иваном Грозным в 1553 году. После установления советской власти, 10 февраля 1919 года, рака с мощами Петра и Февронии была вскрыта. Согласно Отчету VIII-го Отдела Народного Комиссариата Юстиции Съезду Советов мощи имели следующий вид:
Ящик, вышиною 5 вершков, разделенный деревянной переборкой на 2 половины. Как в той, так и в другой половине человеческие кости, далеко не все, очень немногие, самые крепкие, как то бёдра, плечевые кости, череп. Все это издавало характерный гнилой запах.
В 1921 году мощи были увезены в местный музей, где были выставлены в антирелигиозной экспозиции. С 1992 года мощи находятся в открытом доступе для поклонения в соборном храме Свято-Троицкого монастыря в Муроме.
29 августа 2012 года из храма Святой Екатерины в Петербурге похитили частицы мощей святых, в том числе Петра и Февронии.
В Русской православной церкви установлен специальный день почитания святых — день Петра и Февронии.
В Московской патриархии насчитывается 90 храмов и часовен, освящённых в честь Петра и Февронии, в России, на Украине, в Белоруссии и в Казахстане.

## Памятники
С 2008 года в России отмечается приуроченный ко Дню Петра и Февронии День семьи, любви и верности.

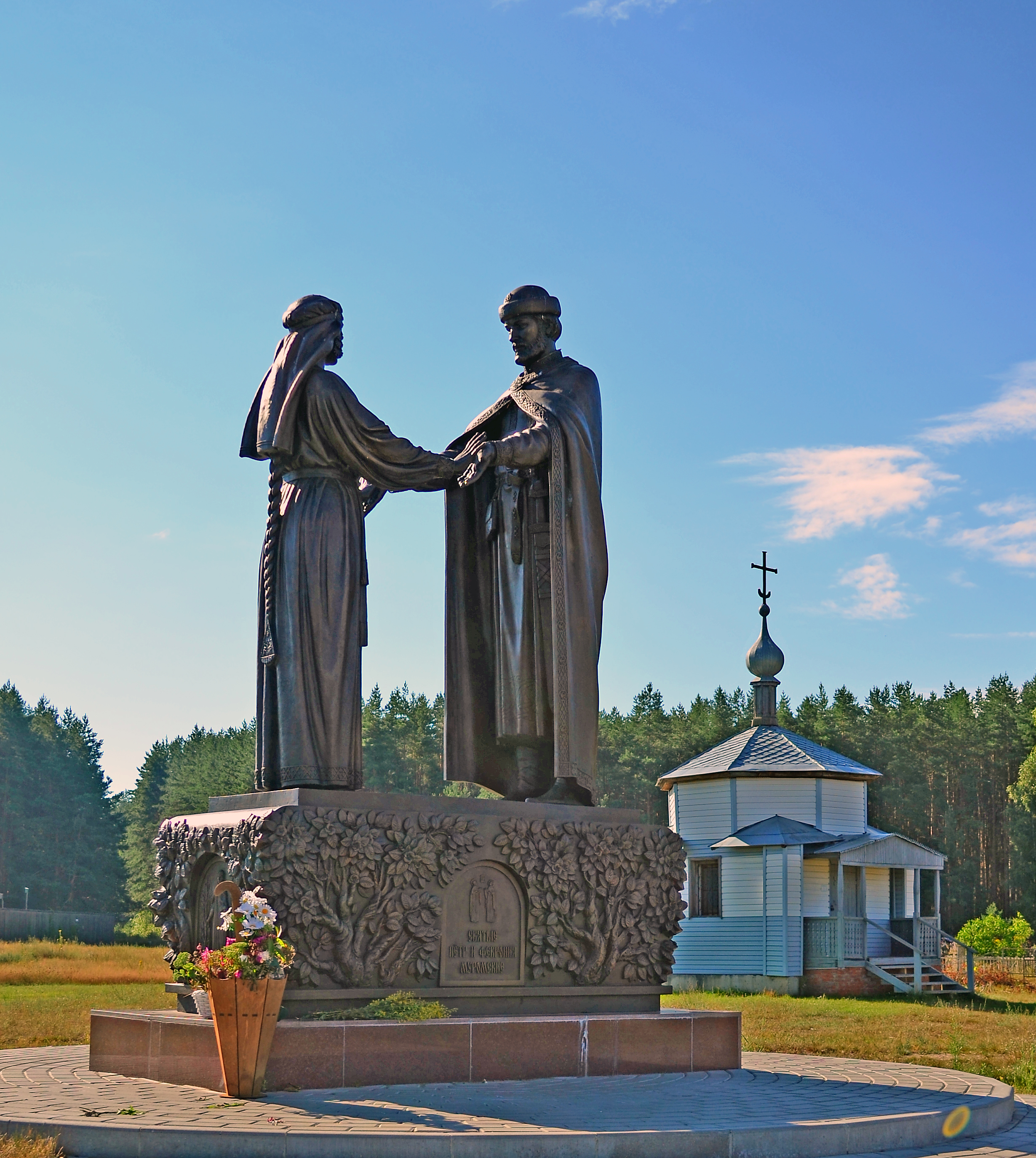
Памятник Петру и Февронии в селе Ласково Рязанской области

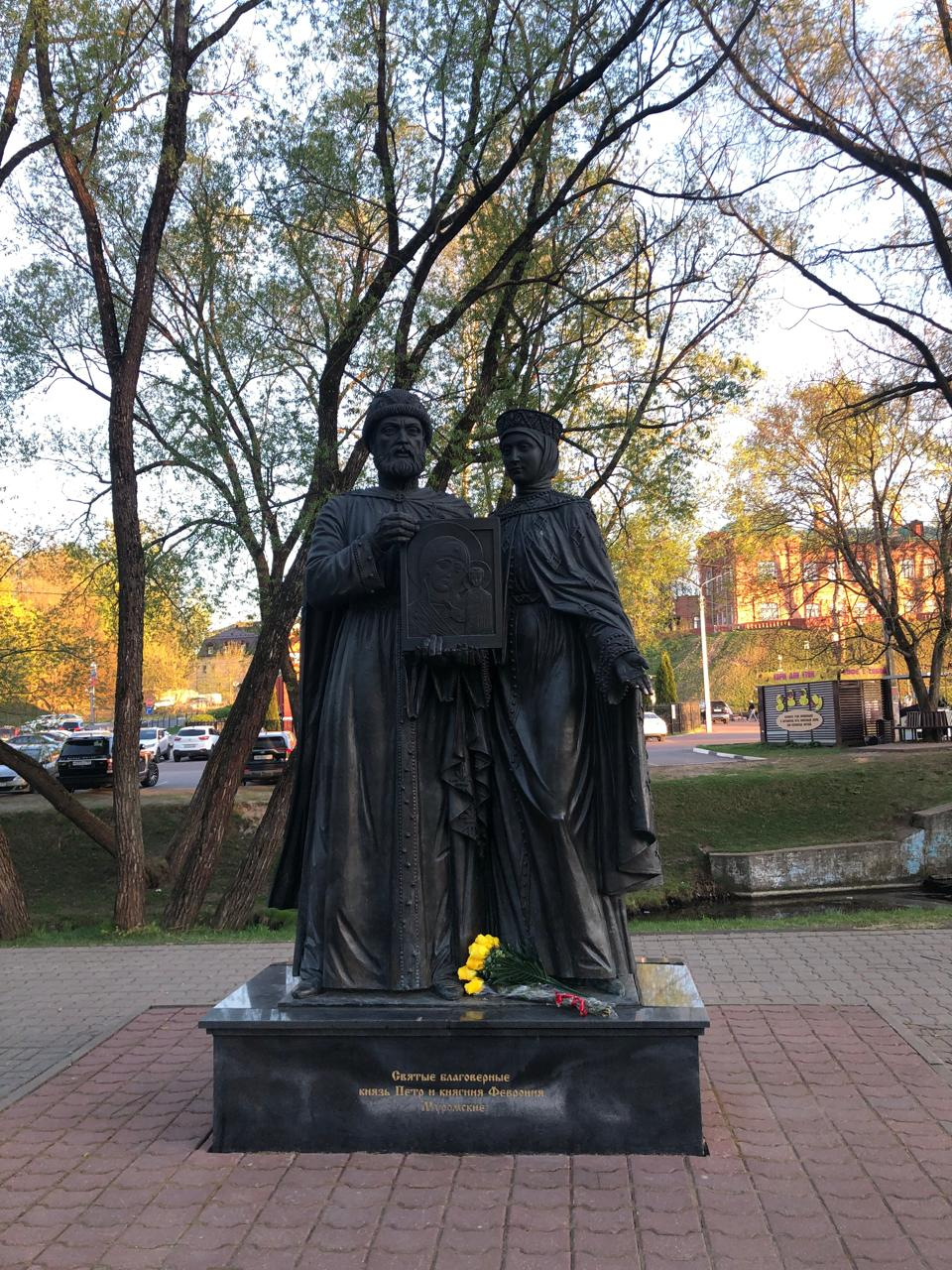
Памятник в Сергиевом Посаде

Скульптурные композиции «Святые благоверные Пётр и Феврония Муромские» в российских городах устанавливаются с 2009 года в рамках общенациональной программы «В кругу семьи», созданной по благословению Патриарха Московского и всея Руси Алексия II в 2004 году. Цель памятников, по словам президента программы Александра Ковтунца, «создание положительного образа семейных ценностей, верных и целомудренных отношений, любви и преданности в браке, рождение и воспитание детей в духе любви к Родине». Предполагается, что памятники должны посещать свадебные процессии. Открытие памятников приурочивается, как правило, к празднованию Дня Петра и Февронии (8 июля). В России установлено 89 памятников Петру и Февронии. Массовое тиражирование скульптурных изображений православных святых не имеет прецедента в истории православия.